# 粤汉铁路
粤汉铁路是一条从广州市到漢口市（併入武汉市前），途径广东省、湖南省和湖北省的铁路，全長1095.6公里。线路从1900年开始动工，但由于资金紧张，一直到1910年才有实质性的进展；又由于沿线地质复杂、局势动荡，铁路只能分为若干段修筑、通车，一直到1936年才全线贯通。开通后，本线和京汉铁路隔江相望；虽然没有直接的连接，但是旅客和货物都会通过轮渡来往江两岸的火车站，以继续行程，实质上形成了一条沟通北京和广州的通道。1957年10月25日，武汉长江大桥通车，两条干线成功接轨，并合并为京广铁路，鐵道迷又称其为「南京广」（京广线南段）。

## 筹划与早期建设
由于工程耗资巨大，粤汉铁路最初被交由美资公司承建，但工程并未有太大进展。后美资公司违约，将路权出售给比利时，引起了铁路沿线人民的抵制；最后中方解除了合约，并将筑路权和公司资产赎回。

### 筹划
1896年5月，湖广总督张之洞依上谕修筑粤汉铁路，主张官督商办；随后，清政府在10月批准了筑路计划。
粤汉铁路原先规划经由江西，后在湖南士绅和官员的要求下改道湖南。其中，谭嗣同曾在《湘报》上发表《论湘粤铁路之益》阐述改道的利好；翰林院庶吉士熊希龄、江苏候补道蒋德钧等亲至武昌与张之洞、盛宣怀交涉，要求将粤汉铁路“折而入湘”。张之洞与总理各国事务大臣王文韶会奏后，决定将路线改为经过郴州和衡阳。随后，改道方案得到了清廷的批准。

### 美资承建
由于耗资巨大，清政府计划对外借债，这吸引了各国列強前来争夺铁路的修筑权。为平衡列强在中国的势力，盛宣怀邀请了美国的华美合兴公司参与筑路；张之洞和王文韶也表示认同。1898年2月，盛氏委托驻美钦使伍廷芳就近与合兴公司面议借款事宜，并一再要求尽快画押，以避免英法两国的注意。4月14日，伍廷芳与合兴公司在华盛顿签订《粤汉铁路借款筑路合同》，定借路款400万英镑，由合兴公司包办路工，代建代管，三年内筑成铁路；《合同》同时还规定中国在50年后还清债款，方可收回铁路管理权，并允许合兴公司在铁路沿线开采煤矿。美方在1899年勘测线路后，认为筑路费用不足，于是双方在1900年又签订《借款续约》，将借款增至4000万美元，工期改为5年。
铁路于1900年7月动工，但在修筑长沙至株洲一段后已经资金不足。1904年冬，合同规定的修路期限将满，合兴公司只修了广州到三水段的90华里，以及棠溪站至黄沙车站间的铁路。

### 赎路权
1902年，合兴公司违反合约，私下将三分之二股份卖给比利时万国东方公司，并约定铁路南段由美国修筑，北段由比利时修筑。
美资的介入本来就令粤、湘、鄂三省的绅商不满，如今路权的出卖更令他们义愤填膺。于是，三省绅商强烈要求废除合同，并将铁路交由三省自办。湖南绅商首先在1903年提出“废约自办”，并向湖南巡抚趙爾巽请愿；湖北绅商也致电盛宣怀，要求废除合同；广东士绅、七十二行商人等也在1904年10月14日开会，“决议力争废约”，还组织了多次人数众多的示威。张之洞也意识到，卢汉铁路已经由比利时和法国合办，若粤汉铁路再由比利时控制，比利时将控制中国的南北交通干线，严重威胁中国主权。于是，张力促盛废除合约，并要求驻美公使梁诚迅速办理。
合兴公司为保住筑路权，首先提出了由协丰公司接管筑路权的方案；此计不通后又策划了一个“中美合办”方案，同样受到广东绅商坚决反对；最后，美国高价收回比利时方面的一部分股票，然后以股票大部分仍在美国人手中为由反对废约。美国驻华公使甚至出面表示，中国废约“是与抢劫无异”。广东绅商则发表公电批驳，并声称三省民众将“另筑一路，以图抵制”。
1905年8月9日，在官方和民众的压力下，合兴公司不得不同意将原合同注销作废，并批准驻美国大使梁诚与合兴公司签订的《粤汉铁路售路合同》；合同中合兴公司要价675万美元作为赎金。为了维护路权，张之洞表示“但期公司归我，浮价不必计较”；随后，张之洞以沿线三省的部分税收作为担保，向英屬香港政府借款110万英镑来支付赎金。
中方从美方手中收回路权时，虽然耗费了大量费用，但仍然收回了铁路的建筑权、开矿权，获得了合兴公司的所有在华资产，还推动了其他地区对路权和主权的认识；随后，在收回利权运动中，部分津浦铁路和沪宁铁路的路权和沿线的采矿权也被收回。

## 再次动工

### 筹资之争
铁路路权收回后，1905年7月，张之洞奉旨督办粤汉铁路，明确支持三省绅商自办粤汉铁路的要求。11月，张之洞在武昌召集三省绅商会议，决定粤、湘、鄂“各筹各款，各修各路”。1906年2月，湖北、湖南、广东三省各派代表在汉口开会，制定公共条款14则，议定各筹各款、各修各路。由于筹款困难，经清政府批准，湖南段由官督商办，湖北段则完全由官办，只有广东段为完全商办。
随后，番禺知县柴维桐召集七十二行商和九大善堂，在广济医院商议筹款筑路。围绕如何“筹款招股”筑路的问题，广东绅商又同两广总督岑春煊产生了争执：岑春煊为了控制粤汉铁路的修筑权，增加税收，提出用增收捐税所得的收入作为筑路的官方投资，实行官商合办，而广东绅商则坚持完全商办。1906年1月12日，各界代表开会，反对官商合办与抽捐筑路。岑春煊为压服广大绅商，指使柴维桐逮捕力主商办的绅商代表黎国廉和另外两位商人，却反而激起了广东人民的公愤。绅商一面要求朝廷罢免岑春煊，一面积极募集资金以成立铁路公司。
2月2日，广东总商会召开大会，七十二行商及九大善堂展示了铁路的模型，并倡议招股商办。这次筹款计划筹集两千万元作为私营铁路公司的资本，而第一期认股款便已超880万元；最后，商会在全省共集资2623.5万元。随后在1906年5月17日，“商办广东粤汉铁路总公司”成立；8月，铁路正式开工。商会在集资时，采用了每股五元（约合四两银子）、在一年到一年半内三次付清的办法，使生活拮据的平民也能参与其中。
由于商民踊跃投资集股，加上张之洞居间撮合，最后岑春煊不得不释放黎国廉，并入奏朝廷：“粤汉铁路集股有成……恳请准归商接收办理。”
湖南省由于工商业尚不发达，筹资并不顺利。1905年10月，王先谦等创设湖南铁路筹备购地公司，名为“官率绅办”，未有百姓回应。1906年4月，湖南省商会协理陈文玮等以绅办久无成效，提议商办铁路，并认股200余万元，呈请商部立案；6月，清廷表示铁路仍应“官督商办”，并令张之洞查核办理。1907年3月，“官督商办”的“湖南粤汉铁路总公司”宣告成立，袁树勋任总理，王先谦任名誉总理，余肇康任坐办总理，张祖同、席汇湘任协理；7月，公司聘用英国人罗士为总工程师勘测长株、长岳路线，还请数名英国人担任监造工程师；11月，公司开始在长沙至株洲间购地。公司除在省内招股外，还派席汇湘赴南洋招股，至1911年共计招股912.26万元。
然而，分开筹资和建设并非想象中的高效。湖南绅士为争夺铁路公司“总理”的位置，最后竟然确定了三位同级“总理”；粤省绅士欲先修支路盈利，再修干路，而湘鄂两省急于修筑干路；部分郴州绅商因为广东公司代为修建郴州区间，还声称郴州的权益被出卖，要求自行修建。在收回路权后的三年内，铁路建设没有任何进展。

### 国有化与民意反弹
到了1908年11月，张之洞不再相信沿线当地乡绅的能力，便开始私下联系外资银行。在1909年4月，张不顾三省人民的反对，与德、英、法三国银行团签订了《湖广铁路借款合同》，借款550万英磅，五厘起息。为安抚舆论，张声称此次借款为“由官借款”、“准商民买股”，却引发了更大规模的抗议。抗议尚未平息，张本人便于8月去世。在张去世后，端方接任了粤汉铁路督办大臣的位置。
1911年春，清政府将全国的铁路干线“收归国有”；4月，邮传部大臣盛宣怀与英、法、德、美四国银行团签订了《湖北、湖南两省境内粤汉、湖北省境内川汉铁路借款合同》，其中关于抵押和赎买的条款使外国资方间接控制了中国的铁路权。见证过路权被出卖的绅商早已忍无可忍，纷纷揭竿而起；湖南绅商在省谘议局召开会议，抨击朝廷；长沙近万市民也通过集会，要求朝廷收回成命；随即，四川人民也发起了抗议。清政府将四起的抗议视为谋乱，还派兵入川镇压，间接为武昌起义提供了条件。虽然清廷为平息众怒，将盛宣怀革职，但是依然无法阻止各地脱离中央控制；此次“国有化”成为了压垮清朝的“最后一根稻草”。

### 再次国有化
清朝灭亡后，“路矿开放”，原主张商办铁路的绅商们认识到无力自筹经费，情愿收回商股，归中央政府统筹办理。1913年5月，湖南粤汉铁路公司与交通部议定接收合约20条，将公司所有资本一律发还现款；10月，粤汉铁路湘段由交通部接收后交给汉粤川铁路督办管辖的湘鄂段工程局接收。不久后，袁世凯在二次革命中击败宁、赣等地的革命党，短时间内把包括四川、湖北、湖南在内的8省的商办铁路干线统统收归国有。北洋政府依然承认1911年《借款合同》的有效性，继续发行原先的债券。虽然合同在1911年生效后债券便开始发售，但四国银行在1913年3月才开始付款；到1914年，由于第一次世界大战爆发，只有汇丰银行能继续提供贷款。

### 建设过程
粤汉铁路全线分三段修筑：
- 北段为湘鄂段，从武昌至株洲；
- 中段为株韶段，从株洲至韶关；
- 南段为广韶段，从广州至韶关。

| 项目           | 详细 | 详细 | 详细                                     |
| 项目           | 湘鄂段 | 株韶段 | 广韶段                                   |
| -------------- | --- | --- | ---------------------------------------- |
| 车站数量       | 34 | 36 | 25                                       |
| 桥梁数量       | 317 | 1300 最长为韶州大桥237.84米                                                                                                | 231                                      |
| 桥梁承载等级   | 古柏氏E-40级                                                                                                 | 古柏氏E-50级 | 古柏氏E-35级                             |
| 涵洞数量       | 572 总长16533.01延米                                                                                         | 隧道17座 | 涵洞697座 隧道5座 最长为高廉村隧道425米  |
| 最大坡度       | 10‰ | 株洲至郴州间：7‰ 坪石至乐昌间：7‰ 省界山岭地段：12.85‰                                                                     | 7.5 ‰                                    |
| 最小曲线半径   | 349.3米 | 241米 | 英制9度                                  |
| 到发线有效长度 | 420米 | 553米 | 400碼（370）                             |
| 轨距           | 標準鐵軌 | 標準鐵軌 | 標準鐵軌                                 |
| 钢轨规格       | 正线85磅每碼（42每） 站线、岔线60磅每碼（30每）                                                              | 株洲至渌口间：85磅每碼（42每）旧轨， 渌口至乐昌间：43每（87磅每碼）钢轨，12米/根； 站线、支线：60磅每碼（30每），10米/根； | 正线85磅每碼（42每）站线75磅每碼（37每） |
| 枕木           | 1600根/公里 武昌至长沙间枕木均用日本白栎木 两轨衔接处、道岔尖轨处及重要地段用澳洲红木 长沙至渌口间用湘产素枕 | 正线上铺设硬木枕及防腐枕，约1583根/公里 站线及支线上则用本地松杉枕                                                         | 采用澳州红木枕                           |

#### 湘鄂段
湘鄂段利用英、德、法、美四国银团贷款修筑；因资金不足，是断断续续分段通车的。
长沙-株洲段长约55公里，设5个车站。1909年7月，湖南粤汉铁路公司先从株洲向北开始兴筑干线；随后从昭山易家湾分两段建造：一段向南而上40里至株洲，一段向北而下60里至长沙。1910年11月株洲至昭山段试车至白石港，1911年1月长株段全线竣工；1913年9月，线路自株洲向南延长至渌口。
武昌-长沙段计长363.63公里。1913年8月，湘鄂段徐家棚至长沙线路在鲇鱼套（现余家湾站货场）开工，1918年9月16日通车，线路长365公里，与长沙至株洲段和株萍铁路接轨。詹天佑在施工时还预留了未来武汉长江大桥的位置。
1913年5月，《汉、粤、川铁路购地章程》公布；随后粤汉铁路公司设立了购地处，并将武昌-郴州区间分为四段（武昌至岳州、岳州至长沙、长沙至衡州、衡州至郴州），每段安排一位购地总管负责。最后，公司在徐家棚至渌口区间共购地5.2万亩，花费174.65万元。1914年6月，武昌至长沙段测量完毕，并于7月被划分为4个区段施工。
1914年11月，汉粤川铁路督办詹天佑提出了加快建设长沙-郴州段以连接株韶段，和优先建设武昌-长沙段以连接株萍铁路两个方案；最后交通部批准了后者，以便盈利并开采萍乡煤矿。

工程由中外工程师分段办理，每段设工务员襄理一切事务，设正、副工程师各1人负责建筑。工程大都采用包工制，几乎没有零工。施工中，洞庭湖南津港（位于岳阳市）附近成为了路基工程的难题。南津港附近地质极松，而且在雨季时有被洪水冲击的危险，施工方进行了多次勘察后才确定线路的走向；为避免水患威胁，施工方在洞庭湖南岸建造了100尺钢梁桥4座，而在北岸填筑了长5200余尺、高3丈多的土堤。受一战影响，进口材料不能按时运到，而国内汉阳铁厂的钢轨亦延期交货，再加意外困难工程的影响，铺轨工程被迫推迟完成。

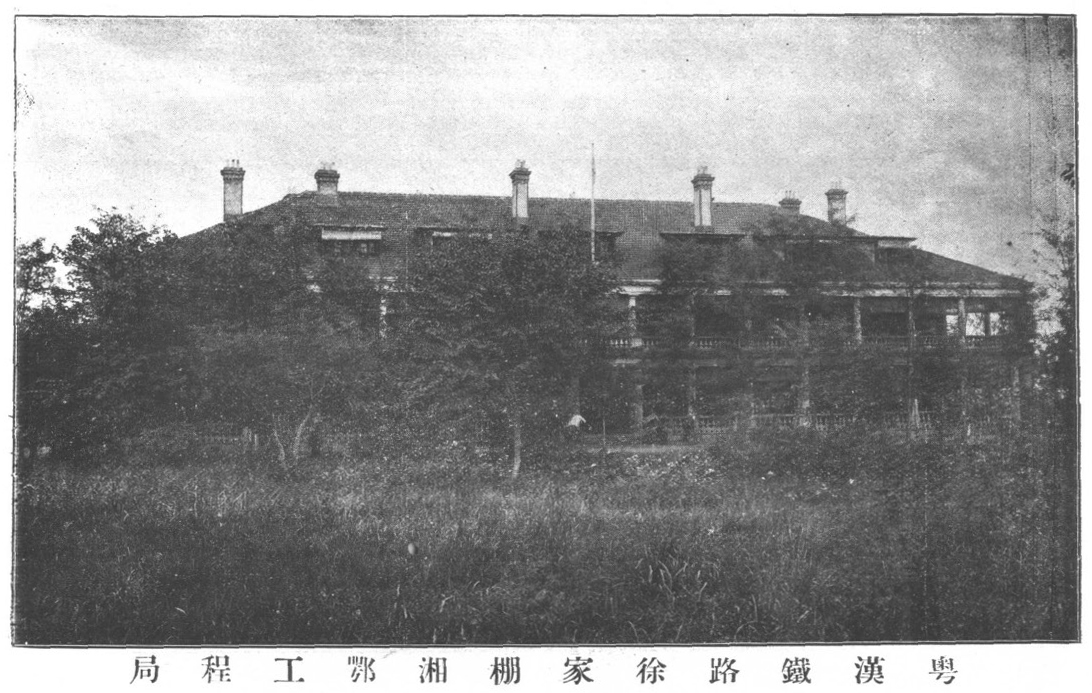
湘鄂工程局，位于武昌徐家棚
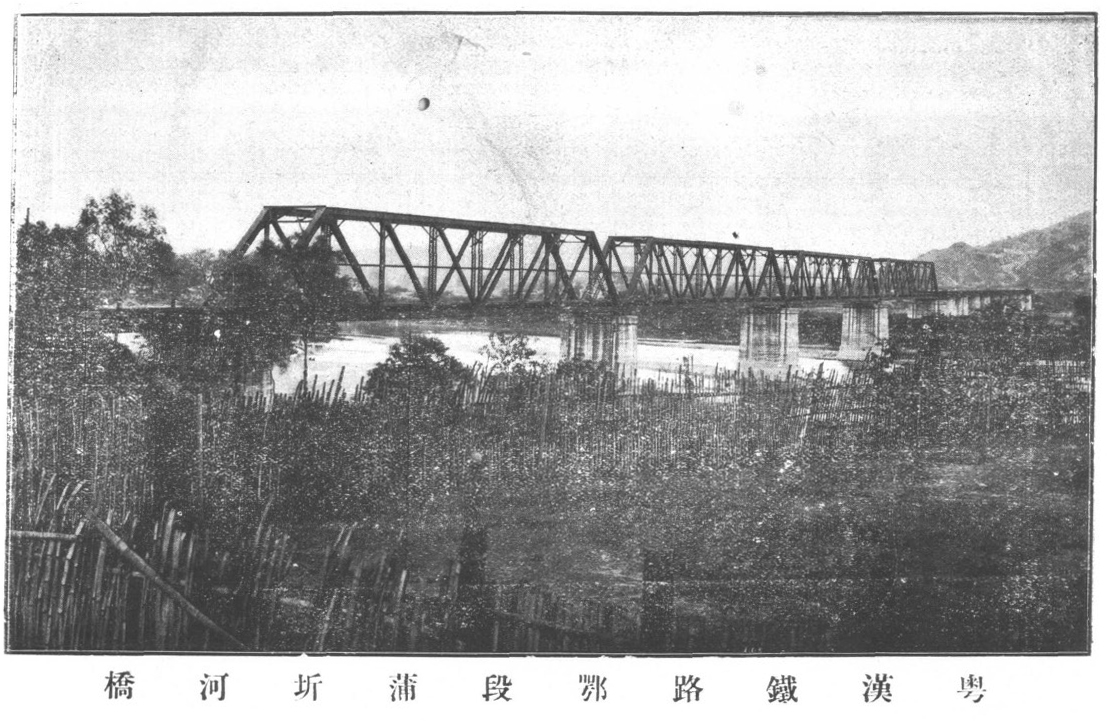
鄂段蒲圻河橋
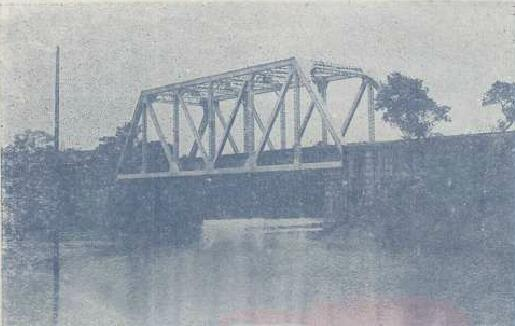
1934年粤汉铁路湘鄂段白石港第三一四号钢桥
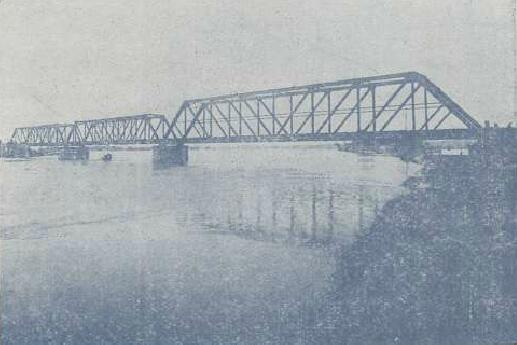
1934年粤汉铁路湘鄂段捞刀河第二八六号钢桥
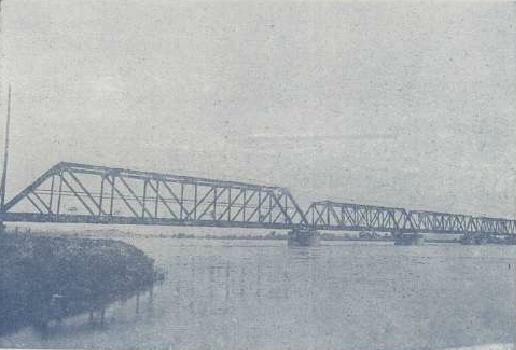
1934年粤汉铁路湘鄂段浏阳河第二八九号钢桥
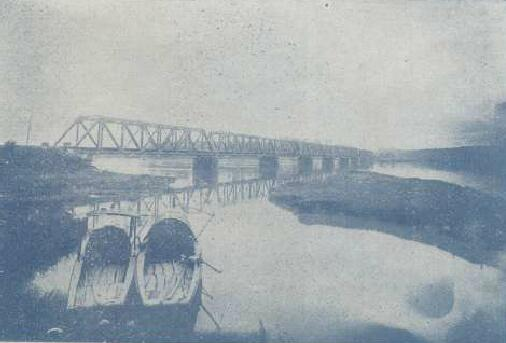
1934年粤汉铁路湘鄂段汨罗第二四零号钢桥
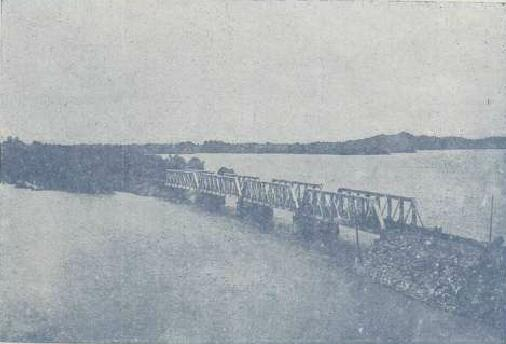
1934年粤汉铁路湘鄂段南津港第二零八号钢桥
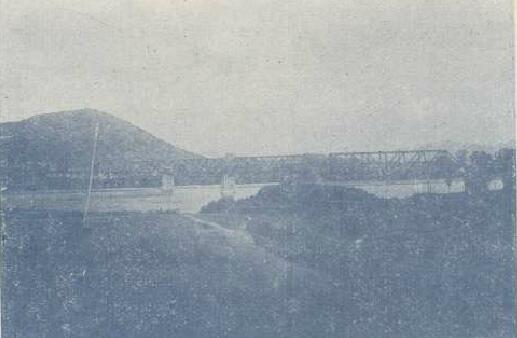
1934年粤汉铁路湘鄂段蒲圻第一一七号钢桥
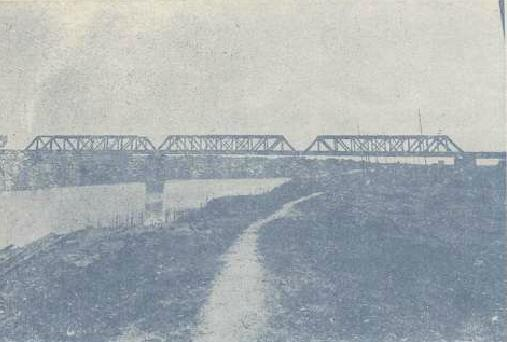
1934年粤汉铁路湘鄂段咸宁第七十六号钢桥
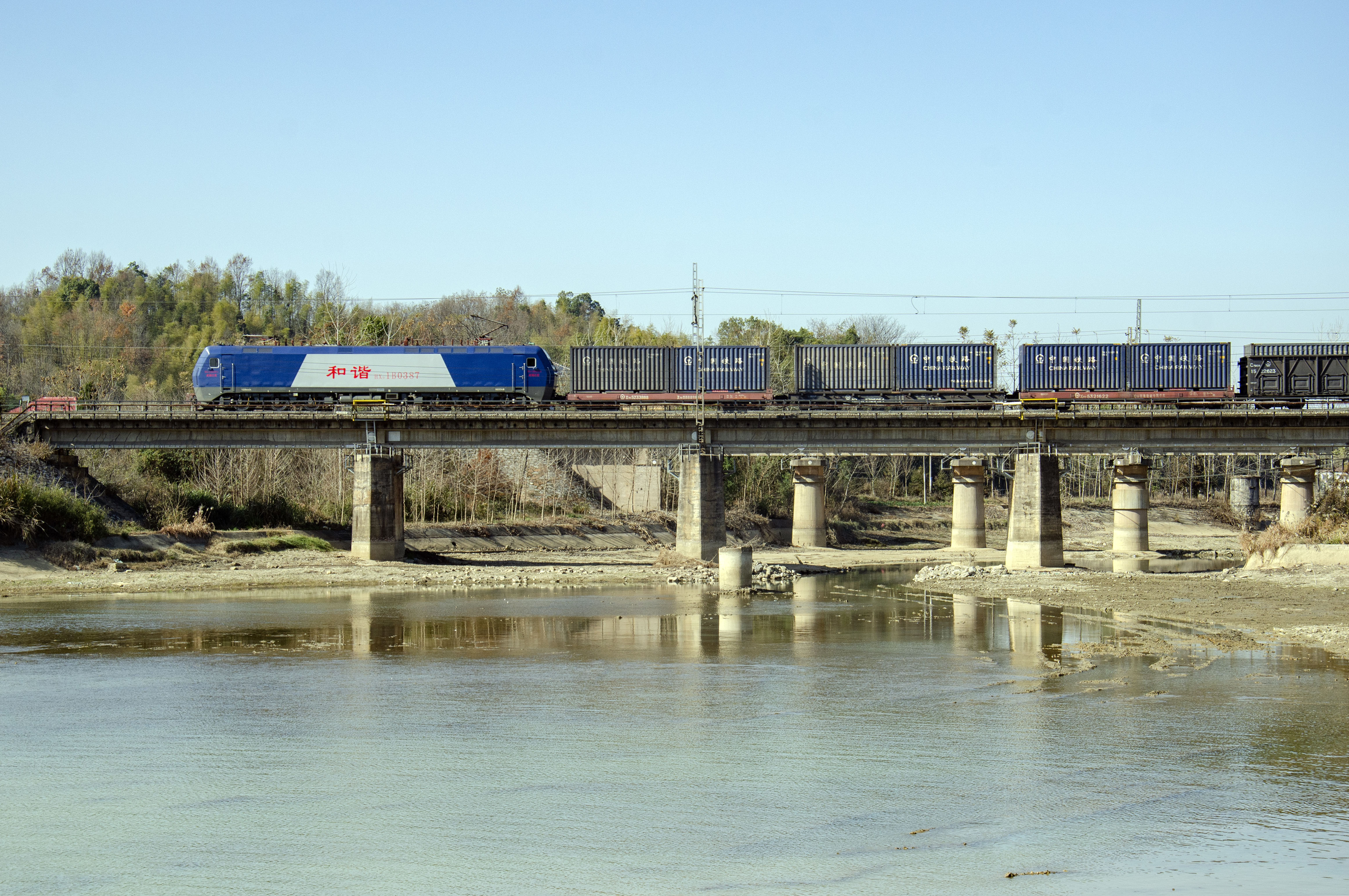
列车通过汀泗铁路桥，该桥桥墩为粤汉铁路遗存
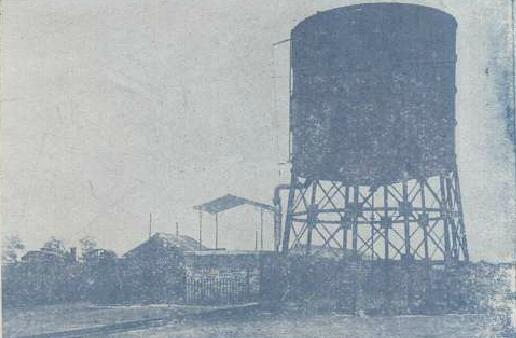
1934年粤汉铁路湘鄂段新河水塔
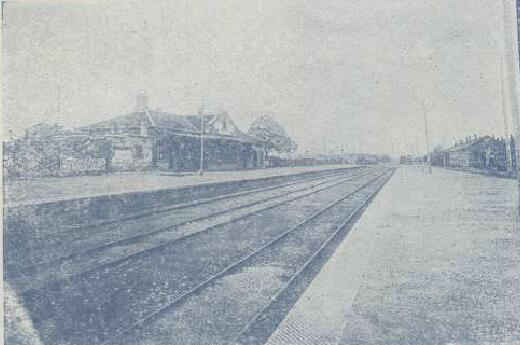
1934年粤汉铁路湘鄂段岳州车站
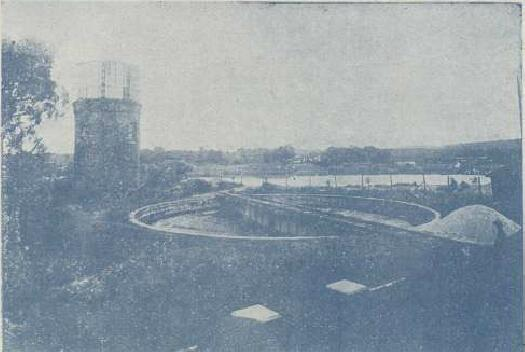
1934年粤汉铁路湘鄂段岳州转车盘

#### 株韶段
韶关至株洲段的456公里线路因地形复杂、工程艰巨，其中乐昌至郴州间跨越南岭山脉，地势崎岖，而郴州至株洲间地势虽较为平坦，但沿途河流繁多。
1916年广韶段通车时，韶州向北至高廉村隧道已动工，但因资金不足于1917年停工。1921年，交通部曾计划从其他铁路中划出款项，以开展株韶段工程；然而，由于军阀间连年混战，款项被截留，工程也只能被搁置。
1927年，国民政府铁道部成立后，修建粤汉铁路株韶段被列为了首要任务。1929年3月，株韶段工程局在广州成立，凌鸿勋担任总工程师。凌鸿勋一上任，便多次到现场勘探，以期减少隧道的数量；随后，他否定了英国工程师的方案，将粤汉铁路改为绕着武江河谷和金鸡岭一路蜿蜒，在乐昌再笔直南下韶关，从而绕开险峻的大瑶山；这就是后来的京广坪乐旧线。新的方案将待建的隧道从70座减为16座，工期也缩短了一年多。
因筹资困难，在1930年春，韶关至乐昌段的51公里首先动工建设，至1933年5月建成，9月通车并移交粤汉铁路南段管理局管理。1933年7月，铁道部与中英庚款董事会签定契约，将退还庚款的三分之二（470万英磅）借充本路建筑经费，并将未到期之庚款160万英磅充作基金，发行粤汉铁路公债，保证了工程的经费。
1934年1月至1935年中旬，粤汉铁路公司的五个购地办事处先后完成购地和补偿任务，总计收购民地25.88万亩，补偿当地农民粤省毫洋5.91万元、国币132.48万元。
乐昌至株洲段分为7段，于1933年7月同时展开施工。8月，株韶工程局迁至衡州以便指挥。
湘粤省界一线在南岭山脉区域，导致此区间的工程耗时长、耗资大。湘粤省界在1931年7月开始动工，不久就因为设备短缺、工人水土不服甚至病死而难以继续；后政府于1935年下令加快进度，是年便完成土石方总量的96％。越岭公路当时尚未修通，使施工材料难以运至乐昌至郴州间的两段工地上，于是凌鸿勋就地取材，在同一时间修筑五座石拱桥，即“五大拱桥”，其最大跨径各为40米，为当时国内最长。
铺轨工程原计划从南北两头对向进行，由于铺轨路线太长，而困难又在湘南一带，乃利用湘江航运，将一部分轨道材料由株洲运至衡州向南铺轨，免受各大桥工程的影响。1934年秋，三方同时进行；1935年底，株韶局奉令加快进度，以应对逼近关内的日军的威胁；1936年4月28日，在历时34个月后，轨道在粤汉铁路K351＋682处、太平里车站接轨；最终工程提前一年完成。凌鸿勋亲手打下最后一颗道钉，还手书篆体碑文一方，以示纪念。

株韶段当时的技术标准在全国为最高，也使此段造价高达4507万元，平均造价比同期建造的浙赣铁路玉山至萍乡段高出一倍多，达到每公里14万余元。

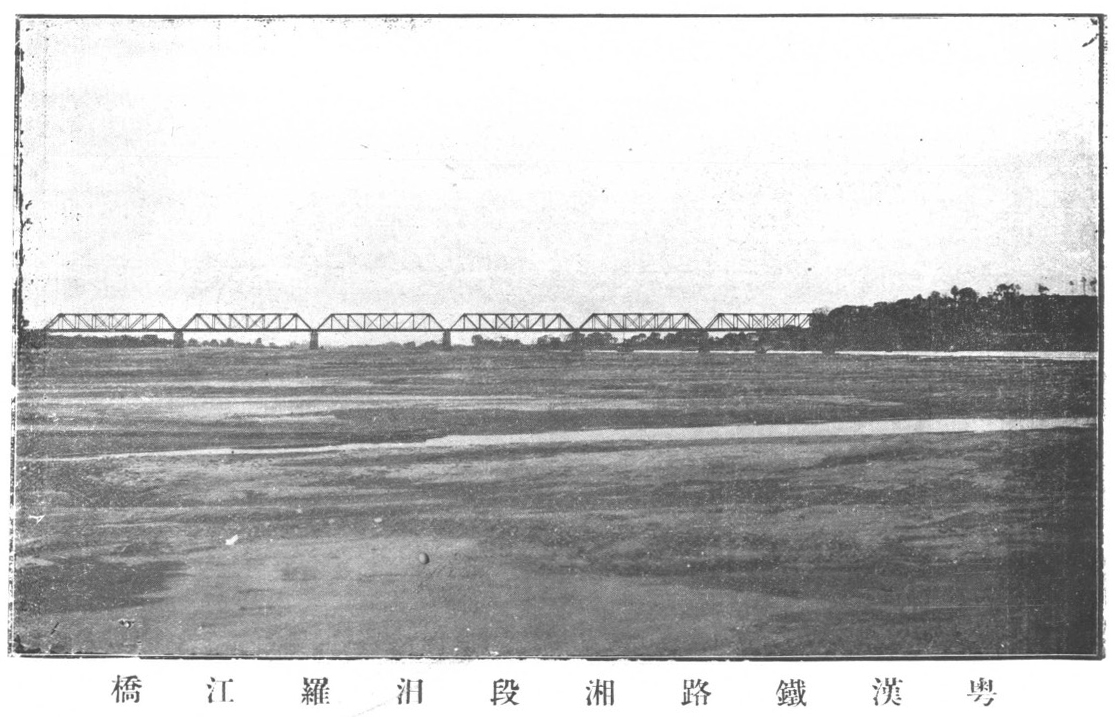
湘段汨羅江橋
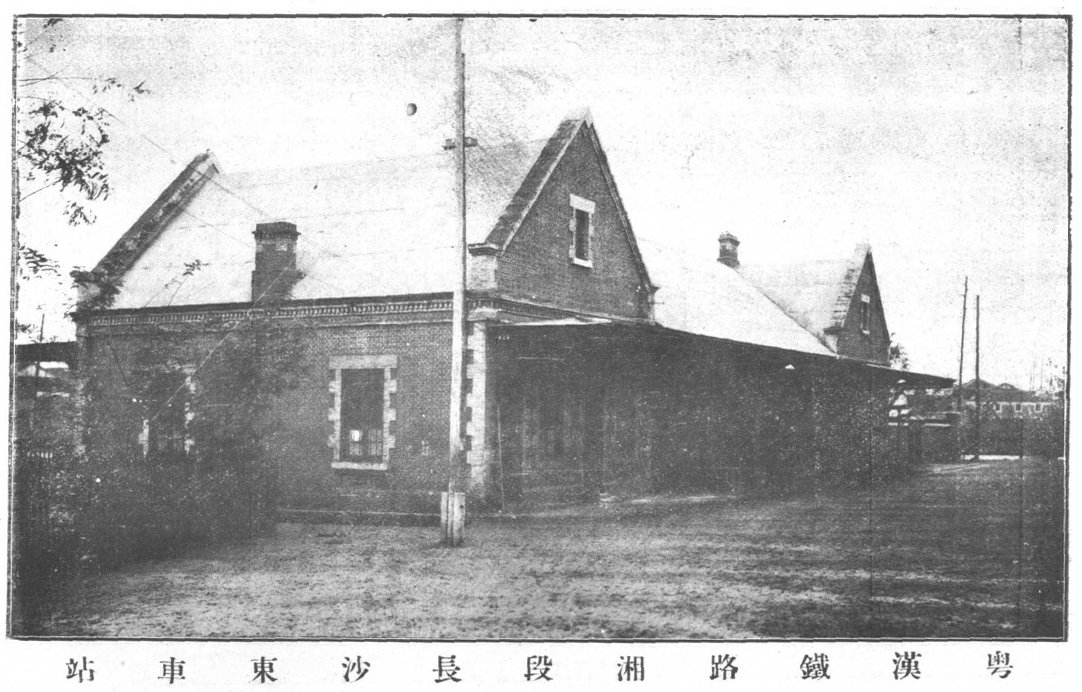
湘段長沙東車站
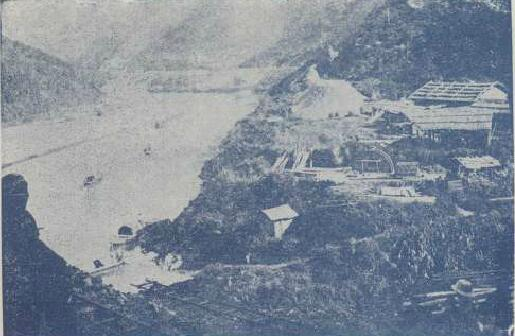
1934年粤汉铁路株韶段大沼水山洞
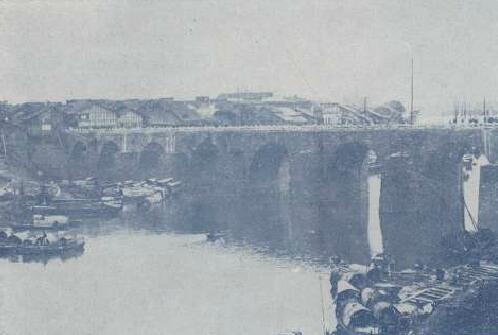
1934年粤汉铁路株韶段衡阳草桥
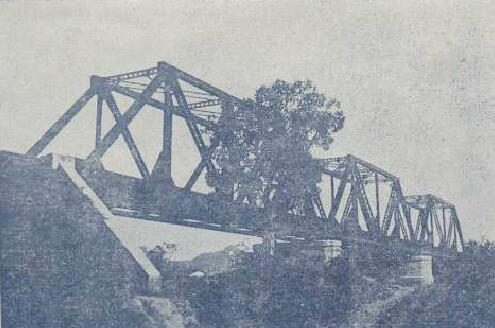
1934年粤汉铁路株韶段乐昌长垑桥
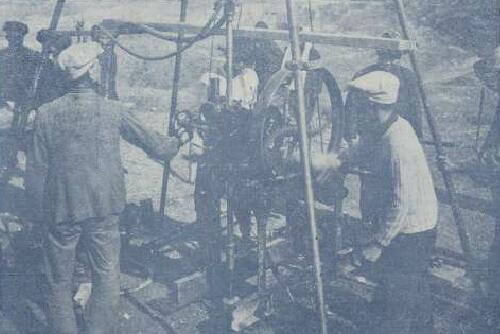
1934年粤汉铁路株韶段昭陵河地质勘探

#### 广韶段
广韶段自广州黄沙至韶州，全长224.15公里，沿北江东岸北行。广韶段为粤汉铁路修建史上开工最早、中国商办铁路中筑路最长的一段。
合兴公司于1901年自黄沙向北修建，至赎回路权时止仅修筑黄沙至江高镇约20公里路基，及黄沙至棠溪约10公里轨道。广东粤汉铁路公司接手后，继续向北推进。

由于铁路公司总理人选纠纷，施工进度缓慢，直至1907年7月11日，清政府派员主持召开股东大会，随即施工加快。之后，公司分段修筑自广州黄沙沿北江东岸至韶关的商办广韶段，1909年修至源潭，长72公里。著名工程师詹天佑于1910年出任商办粤汉铁路总理兼总工程师，随后工程在詹天佑主持下进展迅速。1916年6月15日，广韶段全线竣工，建筑费用2014万元。粤汉铁路公司还在黄沙建造了机辆修理厂，分8个车间，另设黄沙、英德、韶州3个车房。在1935-1936年间，广韶端改驶4-8-4型机车、桥梁载重加强为古柏氏E-50。

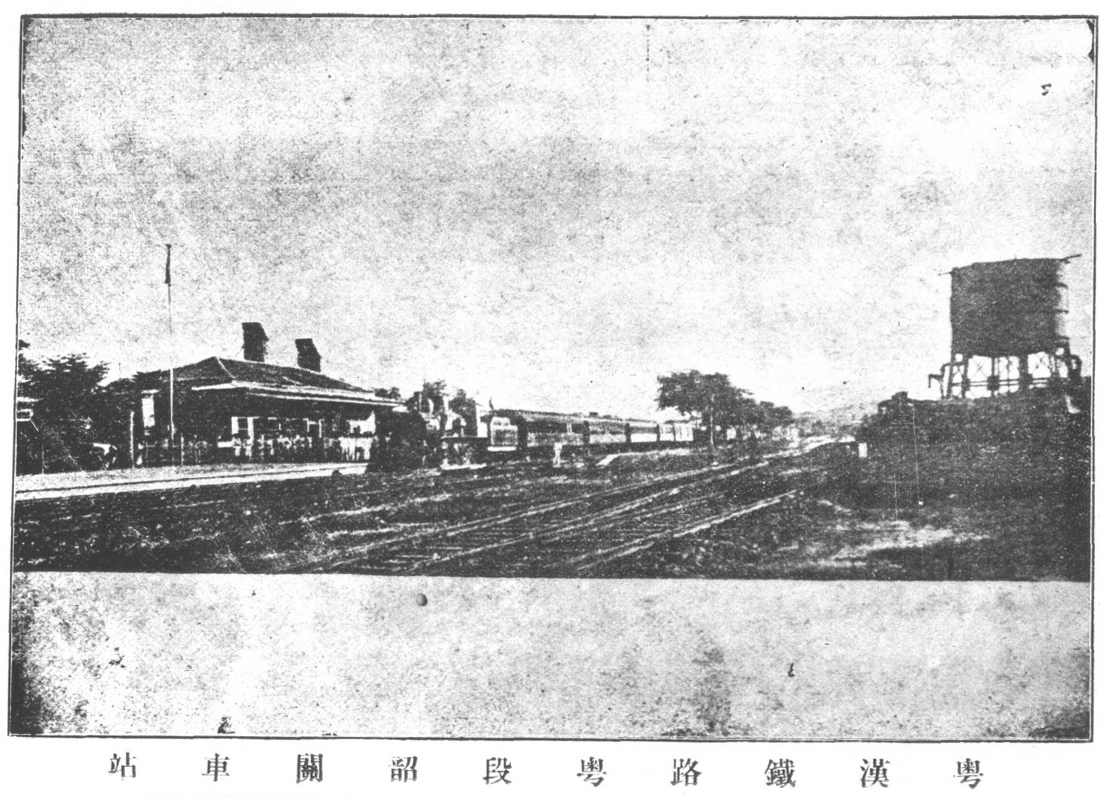
粵段韶關車站
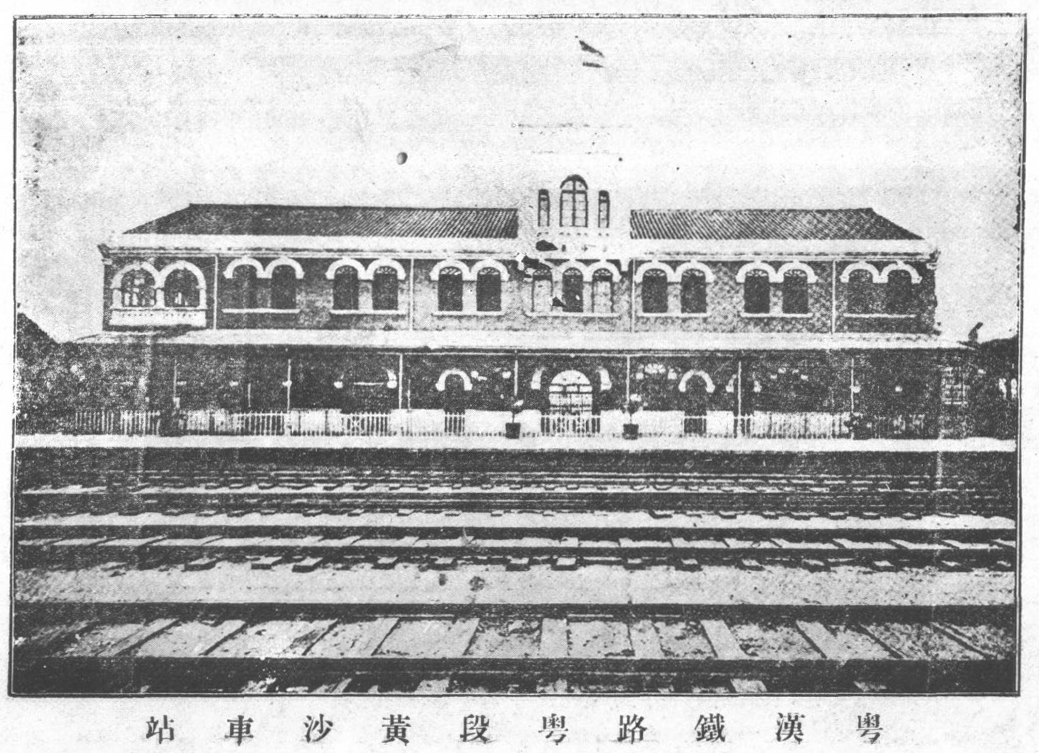
粵段黄沙車站
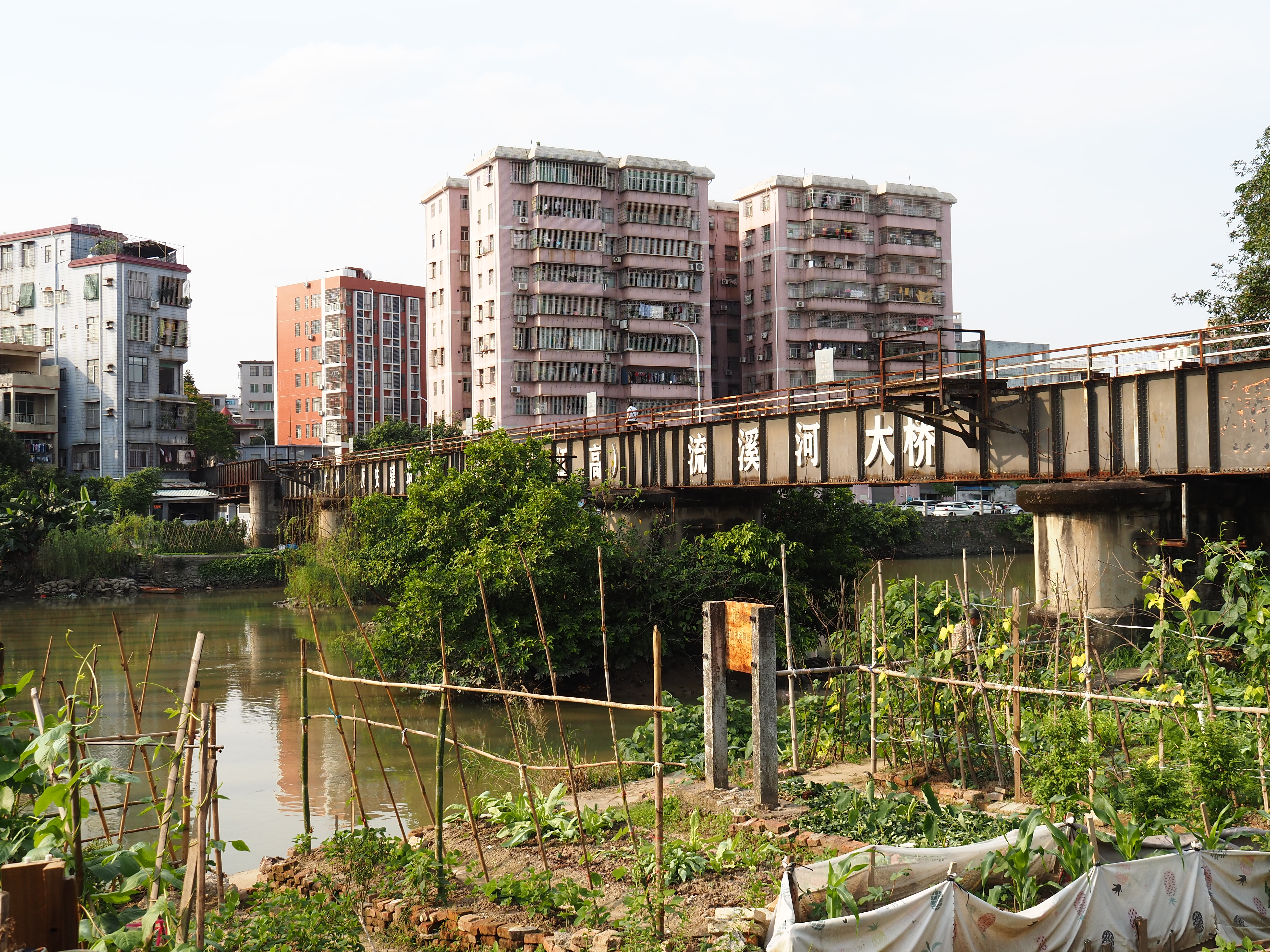
跨流溪河大橋

1936年8月，历经30多年波折的粤汉铁路终于成功修成。1936年9月1日，从武昌开出直达广州的第一趟列车。当时火车时速只有35公里，从武昌到广州需要44个小时。

### 工人运动

#### 民国九年南段工程部工人罢工
1920年12月29日，粤汉铁路南段工程部工人因铁路维护不善、路局待遇不佳而举行罢工，并得到工程部全体工人相继响应。路局资方指使路警强迫工人开工，并开枪向工人射击，打伤工人数名，引起工人更大的愤怒。最后，路局被迫认罪并优恤受伤工人，答应发还欠薪、修理路面等条件。

#### 民国十年湘鄂段机务段工人大罢工
1921年9月20日，因物价上涨，粤汉铁路湘鄂段计81名机务段工人向粤汉路当局提出涨薪，因当局不予理会，便声明将在10月6日发动罢工，但此81人随后被英国人主管全部解雇。株洲、长沙、岳州、武昌徐家棚计837名工人忍无可忍，随即提出在本月12日举行总同盟罢工，并提出“同僚复职、罢免主管、改善生活”的主张。
12日，罢工如期举行，湘鄂段全线瘫痪。在萧耀南及在京粤汉铁路督办的调停下，最终于16日答应了工人大部分条件。17日，工人复工，罢工胜利。

#### 民国十一年湘鄂段工人大罢工（粤汉铁路工人大罢工）
受1921年10月大罢工成功的影响，工人的团体意识日渐成熟，武昌徐家棚率先成立了工人俱乐部。1922年8月初，中共湘区委员会派郭亮去岳州车站开展工人运动，并于8月15日建立了粤汉路岳州工人俱乐部，陆汉胡当选为委员长，郭亮为秘书，尔后长沙工人俱乐部亦宣告成立。9月6日，徐家棚、岳州、长沙、株萍四处的工人俱乐部联合组成了粤汉路工人俱乐部联合会。
1922年9月初工人俱乐部干部吴青山因小过错而被当局工人监督张思荣及苗凤鸣解雇，工人便于当月2日电请交通部在三日内说明情况但被无视。8日，当天粤汉铁路工人俱乐部联合会发表《罢工宣言》。
9日，罢工按时举行。随后军阀萧耀南派军队镇压罢工，打死工人6人，打伤工人60多人，逮捕郭亮和岳州、徐家棚两地工人100多人，以强迫工人复工。27日，京汉、粤汉铁路全体工人致电吴佩孚，要求48小时内圆满答复罢工工人要求，否则即举行两路全体罢工；同时，中共湖北执委和湖南执委也动员了其他工人组织声援罢工。在舆论压力下，吴佩孚向工人妥协，罢工也于28日结束。
1922年11月1日，参加罢工的四处工人俱乐部派出代表，在长沙新河正式成立了粤汉铁路总工会，会址设在长沙。

#### 民国十二年京汉铁路工人大罢工（二七大罢工）同情罢工
1923年2月8日，即二七大罢工举行次日，为声援京汉铁路工人，武汉的粤汉铁路工人亦发动了同情罢工，但最后被萧耀南为首的军警逼迫复工。

#### 民国十四年粤段工人罢工
1924年1月，广东省政府任命林直勋为粤汉路局总理，但林上台后大量解雇旧职员且大量自派职员的行为招致董事会及旧职员群体的不满，并逐渐与工人达成合作。随后，2000余名路内职工及工人召开大会，发表了“不得无故解雇职员及工人”、“解雇对路务不熟悉的冗员”、“八小时工作制”及最低工资相关的声明。在没有接到当局的任何答复后，职员及工人在1925年4月17日发动罢工，粤段（广韶段）全线瘫痪。
由于工人一方派遣了工人纠察队监视路局新聘来的工人，董事会亦暗中支援工人罢工，因此工人罢工意志坚决并成功逼迫林允诺了大部分条件。

## 建成后

### 抗战之前
株韶段铺通后，时值“两广事变”爆发，株韶段刚完成的坪石南边田头水和乐昌以北九峰水两座30米长的钢桥被破坏。
1936年8月1日，凌鸿勋就任粤汉铁路管理局局长，三段线路正式合并，局机关设在武昌，下设总务处、工务处、会计处、运输处、营业处。在衡阳设株韶段工程处，由淩鸿勋兼处长，继续完备工程。
1936年9月1日，粤汉铁路第一次开行广州至武昌直达客车。全程1096公里，列车运行40多个小时。当时一周有三对直达车，分别于二四六由黄沙开行。

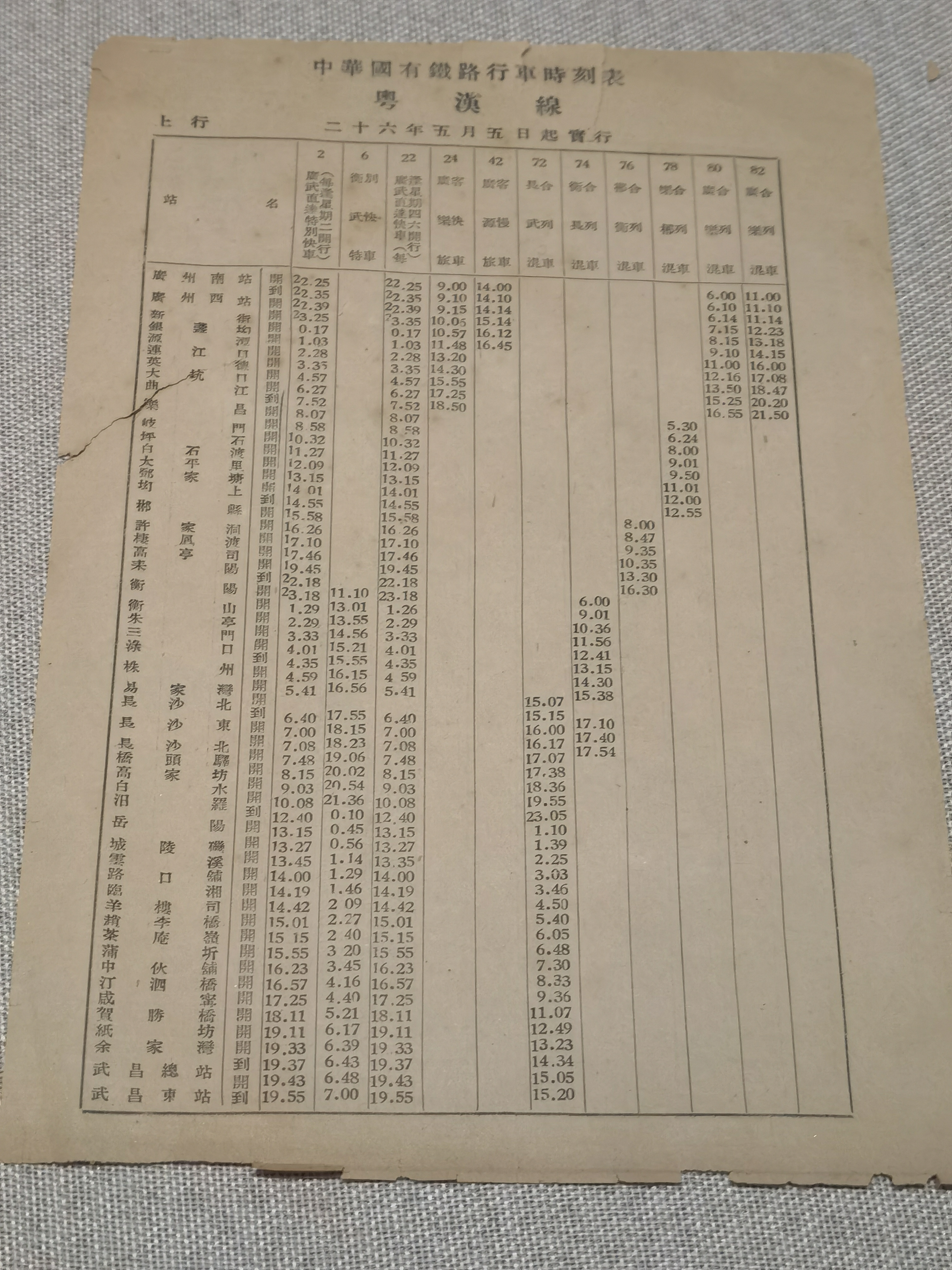
1937年5月5日执行的粤汉铁路全车时刻表，当时全为站站停，从旧广州南站到武昌站需时40小时，共计三天两夜

因广东各界的反对，粤汉铁路与广九铁路始终未接轨联通。后为使国外物资直接运达内地，粤汉铁路局利用已成的黄埔港支线路基，自西联站铺轨14公里至石牌与广九铁路联通，称为“广北联络线”。

### 抗战时期
七七事变后，华北、华东一带的机关、企业、学校纷纷南迁，长江以北的机车车辆大量涌向粤汉铁路，使原有的存车股道不敷应用；于是铁路局在沿线车站增加到发线及存车线4.4万延米、会让站21个、股道1.5万延米。从七七事变到广州失陷的15个月中，粤汉铁路共运送部队200余万人、军用物资70余万吨；行车最密时，全线列车达140列。
1937年10月起，粤汉铁路就遭到日军连续轰炸。铁路职工随炸随修，使行车没有中断，直至1938年10月21日广州沦陷。从1938年到1945年9月，因广州、武汉、长沙、衡阳相继沦陷，为阻隔日军，粤汉铁路职工奉命拆除设备或破坏线路，加上日军的狂轰滥炸，全线70%的桥梁（303座）、9座隧道被毁，线路亦逐段被拆，站场及行车设备也几乎全被破坏。日本侵占期间，日军曾在源潭至新街间修建木便桥铺轨，行驶轨道汽车。到1944年5月，粤汉铁路（含湘潭支线）湘潭至韶关间只有491公里能维持通车。
1944年日军发动豫湘桂会战，打通了粤汉铁路全线。粤汉铁路局方破坏了机车、车辆、设施后，职工内迁，交通部成立“粤汉湘桂黔桂三路撤退员工管训委员会”。

### 抗战胜利后
日本无条件投降后，国民政府交通部于1946年对全国铁路开始实行干线区管理制，粤汉铁路管理局改为粤汉区铁路管理局，杜镇远任局长。1月起，铁路局开始组织粤汉铁路复路工程，要求先保证铁路通车，再保证线路质量。7月1日全线修复通车。
战争刚结束时，全线状况非常糟糕，需补充土石方100余万立方米、堤垣约1.5万立方米，正线缺少钢轨总计259公里，连同支线、岔线、站线共缺钢轨300余公里、枕木一百多万根、道碴一百多万立方米。修补工作均系分段招标承包。后由于通货膨胀、材料匮乏等原因，直到1948年9月，才基本完成架设正桥。修复时，国内材料短缺，只能依靠国外的材料。为加快铺轨进度，铁路局不得已请求将湘桂铁路已破坏轨道调至本线铺设。同时，施工方还就地收购枕木、开采道碴，并组织6个铺轨队分段铺轨，昼夜施工。
在两年半的时间内，全线完成主要工程量为：土石方约230万立方米，修复钢梁1.7万吨，混凝土工程5万立方米，补充枕木119万根，铺轨482公里，换轨200公里；然而，完成的进度只有全部计划的17%。另外，由于该路轨道几经拆铺迁动，散失甚多，修复期间轨料缺乏，又限时通车，所以施工方铺设的轨道型号非常繁多，质量也参差不齐；而配件种类更为繁杂，尺寸也没有统一，这使得当时轨道状况极差。
1947年，粤汉区铁路管理局为调整广州市内的火车站业务，修筑了长740米的云麓至永村联络线，使粤汉铁路客车能直达大沙头站；随后，铁路局安排大沙头站专办客运，易名广州东站，黄沙站专办货运，易名广州南站。
解放军渡过长江后，白崇禧在1949年5月至8月间多次催促铁路工人拆除粤汉铁路，工人却不断拖延以抗命。最后在当地国军的监督下，工人从9月16日至10月5日破坏了部分线路、桥隧，共拆除轨道30.3公里。1949年6月21日，国民政府广州绥靖公署密令有关机关执行破坏铁路计划，遭到粤汉铁路职工和中共在穗分支的阻止，但国军余汉谋部在撤退时仍然破坏了广东境内的桥梁。

### 中华人民共和国成立初期
长沙和平解放后，衡阳铁路局于8月成立，并立即着手抢修铁路。10月14日廣州戰鬥后，广州市军管会于23日对粤汉区铁路管理局南段办事处及其所属机构和职工进行军事接管。在铁道兵配合下，1949年10月14日，武昌至岳阳间恢复通车，11月2日岳阳至长沙段修复，长沙至衡阳间由于耒河桥修复工程艰巨，11月28日以便线便桥勉强开通；全线在新岩下桥修复后，于12月29日贯通。当日，通车典礼在大沙头站举行，时任广东省人民政府主席叶剑英主持通车典礼并剪彩。

### 合并为京广铁路
1957年10月15日，武汉长江大桥通车后，京汉铁路和粤汉铁路（不包括武昌站-武昌北站区间）两条铁路接轨，并于1957年11月11日合并为京广铁路。

## 支线

### 广三铁路
广三铁路在修建时被称作“粤汉铁路省佛支路”，从广州市原芳村区的石围塘站至原三水县（今属于佛山市）的三水站。由于佛山镇一带手工业发达，三水县又在1897年开埠，华美合兴公司在签订《借款续约》后，首先在1903年10月建成了这段铁路来获得收益。线路在抗日战争时期曾被中国军队拆毁，在日本投降后短暂修复，后又在50年代初被拆除部分。由于广三铁路与粤汉铁路分别位于江两岸，两线的列车都是独立运营的。1953年，来往黄沙车站和石围塘站之间的铁路轮渡开通，两线列车可以相互来往；1960年，珠江大桥将两线接轨，轮渡也随之停运。一直以来，广三铁路的技术标准都偏低，直到珠江大桥开通后才逐渐改善。2004年，广三铁路与三茂铁路合并为广茂铁路。

### 英城支线
英城铁路支线于英德车站北端西侧出岔，至英德市河东岸轮渡码头，实际作为下河线使用，于1913年5月10日通车，1938年被中国军队在撤退时拆除。

## 影响
早在1903年沪宁铁路筹款时，盛宣怀、张之洞等人就已经签订过类似的合同，使外国资方能通过行使抵押权，取得修筑权、经营权、施工指挥权和人事权等一系列权力，被称为“以路作抵”，同期的铁路大多按照这种模式。由于朝野缺乏现代经济学的知识，没能意识到这种条款对中国的威胁，而中国有限的偿还能力，更使抵押权无限扩大，实质上损害中国的主权。
粤汉铁路湘鄂段修成后，极大地刺激了湖南省的经济，多个城市迅速发展，地位也大幅提升。
- 自粤汉铁路通车以来，株洲的市场上汇集了萍乡、醴陵之煤，醴陵之瓷器、鞭炮、夏布，周边谷米等大宗商品，使得这里逐渐发展成为湘东地区粮食、煤炭、瓷器等的集散地[18]；同时，作为浙赣铁路和粤汉铁路两条干线的交汇处，株洲也成为了中南地区最大的铁路枢纽之一，还与郑州并称为“南株北郑”[18]。因此，株洲也被称作“火车拉来的城市”[18]。

- 铁路的通车方便了长沙地区农副产品的输出，也使其他大城市的工业品及外国商品可由铁路运抵长沙[18]。
- 衡阳也因为铁路的修建和通车而迅速发展。1933年9月，粤汉铁路株韶段工程局由广州迁至衡阳开展建设，随之而来的员工为衡阳带来了巨大的市场需求；随着铁路完工和公路的修建，衡阳变成了邻省的中心点之一[18]。

- 郴州自铁路通车以来，成为湘南的物资集散中心；农副产品多经此集散，商品运输逐渐由水路改为铁路和公路[18]。另外，郴州还出现了私营汽车运输业、铁路运输代办业、代收土产品的信托业等[18]。
- 相反，湘潭作为湖南省曾经的商业中心，由于并未在粤汉铁路正线上而逐渐衰落[18]。

## 相关文物和纪念设施

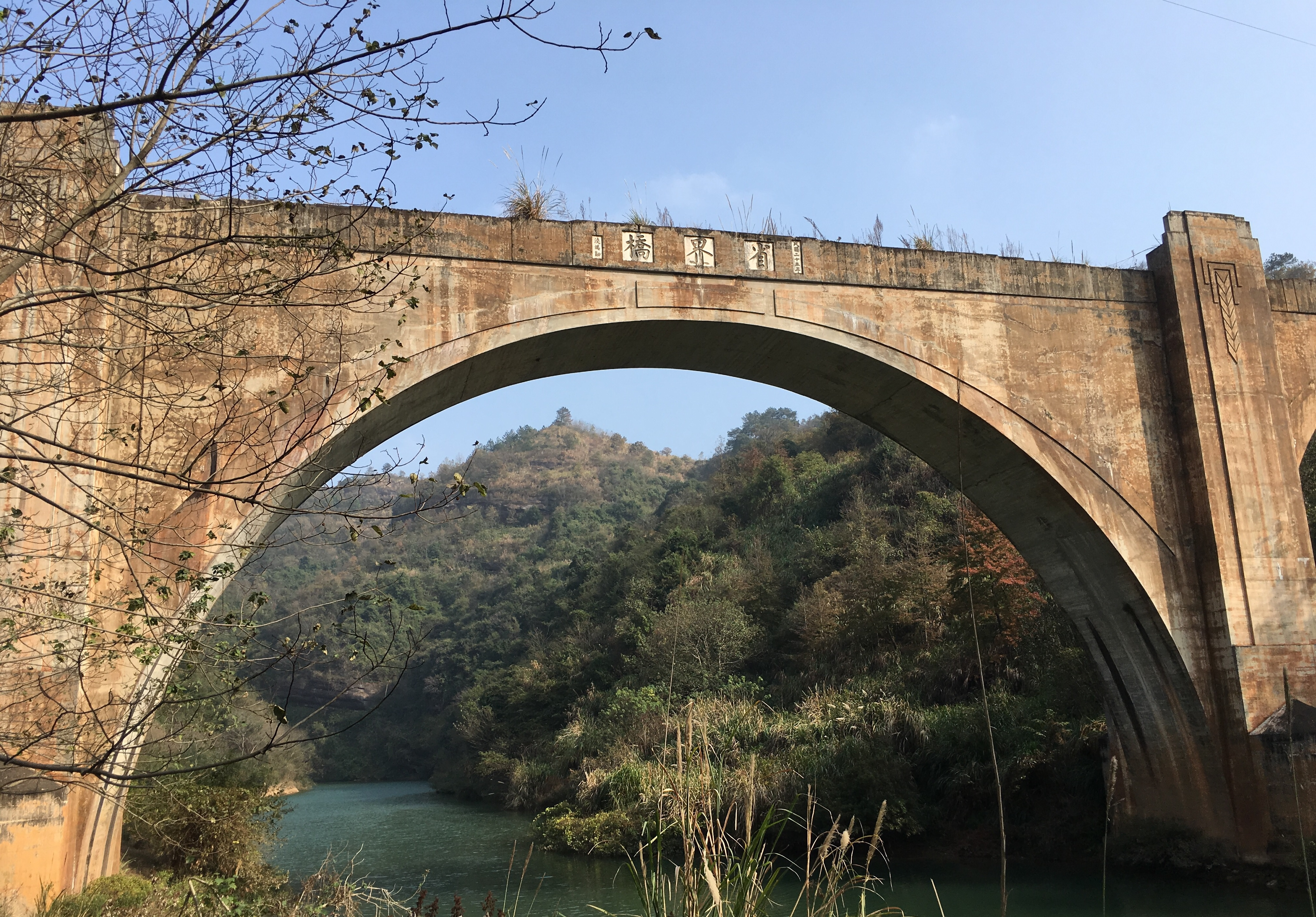
旧粤汉铁路省界桥

| 名称                                                                                           | 位置                       | 保护级别           | 备注 |
| ---------------------------------------------------------------------------------------------- | -------------------------- | ------------------ | --- |
| 粤汉铁路遗址 （含九树下车站段、白石渡段） - 风吹口桥 - 燕塘桥 - 省界桥 - 白石渡隧道 - 燕塘隧道 | 湖南省郴州市苏仙区、宜章县 | 郴州市文物保护单位 | 总长约20余公里，有铁路桥梁3座、隧道遗址3处、护坡遗址2处。 桥身刻有“民国二十五年•凌鸿勋”等字样。 广州铁路博物馆有一座省界桥的复制品。 |
| 粤汉铁路路线位置图                                                                             | 衡阳铁路博物馆             |                    | 1935年绘制 |
| 粤汉铁路界碑                                                                                   | 广州铁路博物馆             |                    | 于2022年4月22日在京广线2022公里+200米处（广东省韶关市境内）被发现。                                                                  |
| 广州铁路博物馆                                                                                 | 广东省广州市荔湾区         |                    | 由原广州南站改造而成。改造后的站房正面贴上了“黃沙車站 商辦廣東粵漢鐵路”（从右到左）字样。博物馆内收藏有粤汉铁路相关物件。                                     |

### 原文
1. ↑  盛氏在继办粤汉铁路时奏称：
“现在德已踞胶，俄已留旅，法已窥琼，英亦有图扼长江之谋，各要塞口岸，几尽为外国所占。仅有内地犹可南北自由往来，若粤汉一线再假手英人，将来俄路南引，英轨北趋，只芦汉一线踞嵴其中，何能展布。惟有赶将粤汉占定自办尚堪稍资补救。故此路借款，断以美国为宜……”[3]
2. ↑  《粤汉铁路借款筑路合同》部分条款：[4]
  - 第二款　俟借款总数酌定至少核实英金400万磅，即交总数印发中国国家金元小票，交华美合兴公司收执作押。
  - 第七款　此合同议定允准照办之后，华美公司即派人偕工程师，会同总公司人员，前往勘路；……若无意外延阻之事，自开工之日起，三年之内，华美公司允将全路建成。
  - 第八款　以铁路头次作押之借款小票，由发票之日起计，以50年为期，25年之内，总公司将此小票无论多寡，均可赎还，惟票内所注每百元须加贴二元半。25年之后赎还，则只照票注之数收买，不必加贴。
  - 第九款　上款所言借款小票，一经全额赎还之后，中国总公司即可收回铁路，自行管理，华美公司所用人等，任由总公司自定去留。
  - （附件二）　本日（1898年4月14日）美华合兴公司签订合同，允筹借款项，建造自汉口至粤省城铁路，而煤为铁路造成后驶车所需，兹议定，中国铁路总公司一经请准铁路附近地方开采煤矿，即当允准美华合兴公司勘查开办，该公司并允筹划本合同所需之款。所有举借款项、开办煤矿、分摊盈利等详细事宜，应由中国铁路总公司督办大臣与美华合兴公司商酌妥订。
3. ↑  《粤汉铁路借款续约》第十七条：
此续约与及原约一体订立者，准美国公司之接办人或代办人一律享受。但美国人不得将此合同转与他国及他国之人。又议定除督办与美国公司互缮凭据允准外，粤汉干路及枝路通界内，不准筑造争夺生意之铁路，并不准筑造与粤汉干路及枝路同向并行之铁路，致损利益。[5]

### 志书
- . www.gzsdfz.org.cn.   [2019-03-14]. （原始内容存档于2017-09-22）.
- . . 湖北人民出版社. 1995-03-01  [2020-03-20]. ISBN 7-216-01650-5. （原始内容存档于2020-11-16）.

1. 1 2 3 4 5 6 7 8 9 10 11 12 13 14 15 16 17 18 19 20 21 22 23 24 25 26 27 28 29 30 31 32 33 34 35 36 37 38 39 40 41 42 43 44 45 46 47 48 49 50 51 52 53 54 55 56 57 58  . 中国铁道出版社.   [2019-03-15]. ISBN 7-113-02207-3. （原始内容存档于2019-02-21）.
2. 1 2 3 4 5 6  . www.gzsdfz.org.cn.   [2019-03-14]. （原始内容存档于2017-09-22）.
3. 1 2 3 4 5 6 7 8 9 10 11 12 13 14 15 16 17 18 19 20 21 22 23 24 25 26 27 28 29 30 31 32  广东省地方史志办公室. . 广东省志 (广东人民出版社). 1996-11  [2019-03-14]. ISBN 7-218-02309-6. （原始内容存档于2019-05-11）.[永久]

### 其他来源
（页面存档备份，存于）
1. 1 2 3 4 5 6 7  . 湖北日报. 2004-12-14 17:07:00  [2018-12-14]. （原始内容存档于2018-09-29）.
2. 1 2 3 4 5 6 7 8 9 10 11 12 13 14 15 16 17 18 19 20 21 22 23 24 25 26 27 28 29 30 31 32 33 34 35 36  何露. . 广东文史网. 2018-07-20  [2018-12-14]. （原始内容存档于2018-12-15）.
3. ↑  . 交通史. : 1－2页.
4. ↑  江沛. . 中国近代铁路史资料 (凤凰出版社). 2014: 501–504. ISBN 9787550620254.
5. ↑  江沛. . 中国近代铁路史资料 (凤凰出版社). 2014: 512–515. ISBN 9787550620254.
6. 1 2 3 4 5 6 7 8 9 10 11 12 13 14  . 广州图书馆.   [2018-12-14]. （原始内容存档于2018-12-15）.
7. ↑  . 今晚报. 2016-05-12  [2019-07-13]. （原始内容存档于2019-07-13）.
8. 1 2  . 今晚报. 2016-05-12  [2019-07-13]. （原始内容存档于2019-07-13）.
9. ↑  金士宣、徐文述. . 中国铁道出版社. 1986-11: 264. ISBN 9787113039875.
10. 1 2 3 4 5 6 7 8  中国铁道博物馆. . 2017-07-13 17:17:00  [2019年1月21日]. （原始内容存档于2019年1月22日）.
11. ↑  . www.cjrbapp.cjn.cn.   [2019-02-01]. （原始内容存档于2019-02-02）.
12. 1 2 3 4  . hunan.voc.com.cn. 2015-07-29 08:09:28  [2019-03-27]. （原始内容存档于2019-03-27）.
13. 1 2 3 4 5  . 中國: 鐵道省北京辦公處. 1926-09: 44–45  [2023-03-16]. doi:10.11501/1872873. （原始内容存档于2023-03-24）.
14. 1 2 3 4 5 6  . www.hnmuseum.com.   [2019-03-27]. （原始内容存档于2022-04-20）.
15. ↑  . theory.people.com.cn. 2012年12月26日10:37  [2019-03-27]. （原始内容存档于2019年3月27日）.
16. ↑  中国周刊. . hb.ifeng.com. 2013年12月12日 11:26  [2019-03-27]. （原始内容存档于2019年3月27日）.
17. ↑  . www.people.com.cn. 2004年02月29日02:21  [2019-03-23]. （原始内容存档于2020年4月4日）.
18. 1 2 3 4 5 6 7 8  . www.cssn.cn. 2018年10月08日 07:53  [2018-12-14]. （原始内容存档于2019年3月23日）.
19. ↑  . 郴州市人民政府. 2012-11-06.[]
20. ↑  . 凤凰网. 2021-07-29  [2022-10-03]. （原始内容存档于2022-10-07）.
21. ↑  . 郴州网. 2014-01-05  [2022-10-03]. （原始内容存档于2022-10-06）.
22. 1 2  . 人民日报. 2022-05-18. （原始内容存档于2022-10-02）.
23. ↑  . 红网. 2021-07-27  [2022-10-03]. （原始内容存档于2022-10-03）.
24. ↑  . 中国铁路广州局集团. 2022-04-24  [2022-10-04]. （原始内容存档于2022-10-04）.
25. ↑  . 新华社. 2022-05-18  [2022-10-04]. （原始内容存档于2022-09-23）.